# Kjell Olofsson
Kjell Ove Olofsson (* 23. Juli 1965 in Källö-Knippla) ist ein ehemaliger schwedischer Fußballspieler. Der Stürmer bestritt seine Karriere in Schweden, Norwegen und Schottland.

## Werdegang
Olofsson entstammt der Jugend des Klippna IK. Ab 1984 lief er für den Göteborger Klub IF Warta im Erwachsenenbereich auf, 1986 wechselte er innerhalb der Stadt zu Örgryte IS in die Allsvenskan. 1989 wechselte er nach Norwegen, wo er sich dem Erstligisten Moss FK anschloss. Trotz des Abstiegs des Klubs im folgenden Jahr blieb dem Klub treu. Obwohl unter Trainer Per-Mathias Høgmo Ende 1996 die Rückkehr in die Tippeligaen erfolgte, zog er im Oktober des Jahres zu Dundee United weiter. Dort auf Anhieb Stammspieler, führte er den Aufsteiger mit 13 Saisontoren auf den dritten Tabellenplatz der Scottish Premier League hinter den Glasgower Klubs Celtic und Rangers und ins Halbfinale des Scottish FA Cup. Im folgenden Jahr zog er mit der Mannschaft, die durch einen von Trainer Tommy McLean mit ihm und den Schweden Mikael Andersson, Göran Marklund, Magnus Sköldmark, dem Dänen Thomas Tengstedt, dem Norweger Erik Pedersen und dem Isländer Sigurður Jónsson gebildeten skandinavischen Block dominiert wurde, ins Endspiel des Scottish League Cup, dort verlor sie jedoch mit einer 0:3-Niederlage gegen Celtic. Nach Ablaufen seines Vertrages 1999 kehrte er zum Moss FK zurück, ehe er nach dem Erstligaabstieg Ende 2002 seine Laufbahn beim unterklassigen norwegischen Fußball bei SK Sprint-Jeløy und Tronvik FK ausklingen ließ.